# Narodowy Dzień Zwycięskiego Powstania Wielkopolskiego
Narodowy Dzień Zwycięskiego Powstania Wielkopolskiego – polskie święto państwowe niebędące dniem wolnym od pracy, przypadające 27 grudnia w rocznicę wybuchu powstania wielkopolskiego w 1918 roku.

## Znaczenie daty
27 grudnia 1918 roku wybuchło powstanie wielkopolskie będące największym na terenie zaborów, zakończonym zwycięstwem, polskim zrywem niepodległościowym. Do wybuchu powstania tego dnia przyczyniła się niemiecka parada zorganizowana w Poznaniu, podczas której zrywano polskie flagi i napadano na polskie instytucje. Oddziały powstańcze w krótkim czasie opanowały zdecydowaną większość obszaru Prowincji Poznańskiej (m.in. bez Bydgoszczy i Piły). Działania bojowe zakończył rozejm z 16 lutego 1919 roku w Trewirze.

## Historia inicjatywy
Inicjatorami powstania nowego święta byli w czerwcu 2021 roku m.in. przedstawiciele Wielkopolskiego Muzeum Niepodległości w Poznaniu, Instytutu Pamięci Narodowej w Poznaniu, Towarzystwa Pamięci Powstania Wielkopolskiego 1918–1919, Stowarzyszenia Gmin i Powiatów Wielkopolski, Fundacji Zakłady Kórnickie i Muzeum Narodowego w Poznaniu. Do akcji zbierania podpisów pod apelem włączyły się również samorządy, regionaliści, muzealnicy, instytucje i stowarzyszenia z terenu Wielkopolski, Pomorza, Kujaw oraz ziemi lubuskiej zajmujące się edukacją i upowszechnianiem historii.
Rafał Reczek, dyrektor Oddziału IPN w Poznaniu i jeden z głównych inicjatorów utworzenia nowego święta, tak wspominał działania związane ze zbieraniem podpisów:

Rozmawialiśmy z ministrami w KPRP, pomysł się spodobał. Padła deklaracja, że jeżeli uda się uzbierać głosy poparcia ponad podziałami, to pan prezydent, z mocy urzędu, wystąpi z inicjatywą ustawodawczą, związaną z ustanowieniem dnia 27 grudnia świętem państwowym

Organizatorzy uzyskali poparcie ze strony m.in. marszałków województw, metropolity poznańskiego, wojewody wielkopolskiego i prezydenta Poznania. Zgromadzono ponad 4000 deklaracji poparcia od osób indywidualnych, kolejne ponad 3000 wpłynęły drogą elektroniczną. Jednostki samorządów terytorialnych przekazały 160 deklaracji w postaci uchwał podejmowanych na poziomie województw, powiatów i gmin. Dodatkowo deklaracje poparcia złożyło 40 szkół.

## Ustanowienie święta
1 października 2021 roku Sejm RP przyjął ustawę, zgłoszoną przez prezydenta Andrzeja Dudę, ustanawiającą święto państwowe – Narodowy Dzień Zwycięskiego Powstania Wielkopolskiego. Celem ustanowienia tego święta jest upowszechnienie wiedzy o zwycięskim powstaniu wielkopolskim. Inicjatywa prezydenta uzyskała poparcie rządu. Prezydencki projekt ustawy został poparty, zarówno podczas pierwszego, jak i drugiego czytania, przez wszystkich uczestniczących w głosowaniu posłów. Następnie projekt ustawy przekazano do Senatu, który 28 października 2021 roku jednomyślnie przyjął ustawę. 23 listopada tegoż roku w Hotelu Bazar, w obecności przedstawicieli Towarzystwa Pamięci Powstania Wielkopolskiego i władz samorządowych, prezydent podpisał ustawę. Narodowy Dzień Zwycięskiego Powstania Wielkopolskiego jest trzynastym świętem państwowym w Polsce ustanowionym w drodze ustawy.